# Opitz Barbi
Opitz Barbi, született Opitz Barbara Krisztina (Fehérgyarmat, 1999. november 30. –) magyar énekesnő, a magyarországi X-Faktor hatodik szériájának győztese.

## Élete
1999. november 30-án született Fehérgyarmaton. Sonkádon nőtt fel. Apja Opitz Tamás, zenész, szülei uborkatermesztéssel foglalkoztak. Gyerekkora óta szeret énekelni, több énekversenyen is részt vett, illetve kisebb fellépései is voltak. 2016-ban jelentkezett az X-Faktorba, amelyet végül megnyert, úgy, hogy a verseny alatt egyszer sem párbajozott.
Mentora Tóth Gabi volt. A fehérgyarmati Deák Ferenc Gimnázium tanulója volt. 2020-ban részt vett az Álarcos énekes című műsorban, ahol az oroszlán jelmez alatt rejtőzött. 2020 őszén szerepelt a TV2 Sztárban sztár műsorában. 2023-ban Szerepelt a TV2 Szerencsekerék műsorában!

## Elismerések
- Szenes Iván-díj (2018)
- Szenes Iván-díj (2020)

## Diszkográfia

### Kislemezek
| Év   | Dal                                                 | Legmagasabb helyezés | Legmagasabb helyezés | Legmagasabb helyezés | Legmagasabb helyezés | Legmagasabb helyezés  | Legmagasabb helyezés | Minősítések        | Album                                       |
| Év   | Dal                                                 | Mahasz               | Mahasz               | Mahasz               | Mahasz               | Mahasz                | Mahasz               | Minősítések        | Album                                       |
| Év   | Dal                                                 | Rádiós Top 40        | Editors' Choice      | Magyar Rádiós Top 40 | Dance Top 40         | Single (track) Top 40 | Stream Top 40        | Minősítések        | Album                                       |
| ---- | --------------------------------------------------- | -------------------- | -------------------- | -------------------- | -------------------- | --------------------- | -------------------- | ------------------ | ------------------------------------------- |
| 2017 | A Győztes Dal                                       | -                    | -                    | -                    | -                    | -                     | -                    |                    | X-Faktor 2016 – A Műsorban Elhangzott Dalok |
| 2017 | Végem                                               | -                    | -                    | -                    | -                    | 10                    | -                    |                    | Nem jelent meg albumon                      |
| 2017 | Nincs az a pénz (közr. Burai Krisztián)             | -                    | -                    | -                    | -                    | -                     | -                    |                    | Nem jelent meg albumon                      |
| 2018 | Nincs több romantika                                | -                    | -                    | -                    | -                    | -                     | -                    | 2×-es platinalemez | Nem jelent meg albumon                      |
| 2018 | La La La (Herceg x Opitz Barbi x MISSH dal)         | -                    | -                    | -                    | -                    | -                     | -                    |                    | Nem jelent meg albumon                      |
| 2018 | Túlélem                                             | -                    | -                    | -                    | -                    | -                     | -                    | 3×-os platinalemez | Nem jelent meg albumon                      |
| 2019 | Hosszú az a nap (Buraival)                          | -                    | -                    | -                    | -                    | -                     | -                    | Aranylemez         | Nem jelent meg albumon                      |
| 2019 | Meddig várjak?                                      | -                    | -                    | -                    | -                    | -                     | -                    | Platinalemez       | Nem jelent meg albumon                      |
| 2019 | Nem kellenél már                                    | -                    | -                    | -                    | -                    | -                     | -                    | Aranylemez         | Nem jelent meg albumon                      |
| 2020 | Hová tűnik el a csillag?                            | -                    | -                    | -                    | -                    | -                     | -                    |                    | Nem jelent meg albumon                      |
| 2020 | Cha cha cha (Herceg x Opitz Barbi dal, közr. Burai) | -                    | -                    | -                    | -                    | 27                    | -                    |                    | Nem jelent meg albumon                      |
| 2020 | Rumba                                               | -                    | -                    | -                    | -                    | -                     | -                    | Aranylemez         | Nem jelent meg albumon                      |
| 2021 | Kinn az utcán                                       | -                    | -                    | -                    | -                    | -                     | -                    |                    | Nem jelent meg albumon                      |
| 2021 | BarbiBaba (Herceg x Opitz Barbi dal, közr. Missh)   | -                    | -                    | -                    | -                    | -                     | -                    |                    | Nem jelent meg albumon                      |
| 2021 | Nem sírok többé                                     | -                    | -                    | -                    | -                    | -                     | -                    |                    | Nem jelent meg albumon                      |
| 2022 | Vélemény                                            | -                    | -                    | -                    | -                    | -                     | -                    |                    | Nem jelent meg albumon                      |
| 2022 | Tönkreteszel (Herceg x Opitz Barbi dal)             | -                    | -                    | -                    | -                    | -                     | -                    |                    | Nem jelent meg albumon                      |
| 2022 | Csak te                                             | -                    | -                    | -                    | -                    | -                     | -                    |                    | Nem jelent meg albumon                      |
| 2025 | Te vagy...                                          | -                    | -                    | -                    | -                    | -                     | -                    |                    | Nem jelent meg albumon                      |

### Közreműkődések
| Év   | Dal                                                                | Legmagasabb helyezés | Legmagasabb helyezés | Legmagasabb helyezés | Legmagasabb helyezés | Legmagasabb helyezés  | Legmagasabb helyezés | Album                  |
| Év   | Dal                                                                | Mahasz               | Mahasz               | Mahasz               | Mahasz               | Mahasz                | Mahasz               | Album                  |
| Év   | Dal                                                                | Rádiós Top 40        | Editors' Choice      | Magyar Rádiós Top 40 | Dance Top 40         | Single (track) Top 40 | Stream Top 40        | Album                  |
| ---- | ------------------------------------------------------------------ | -------------------- | -------------------- | -------------------- | -------------------- | --------------------- | -------------------- | ---------------------- |
| 2018 | Sajnálom… (Burai Krisztián dal, közreműködik Opitz Barbi)          | -                    | -                    | -                    | -                    | -                     | -                    | Nem jelent meg albumon |
| 2019 | Bőrömön hordozlak (Kasza Tibi dal, közreműködik Opitz Barbi)       | -                    | -                    | 23                   | -                    | 7                     | -                    | Nem jelent meg albumon |
| 2019 | Megutáltam (G.w.M & Ginoka dal, közreműködik MISSH és Opitz Barbi) | -                    | -                    | -                    | -                    | -                     | -                    | Nem jelent meg albumon |
| 2020 | Háborgó mélység (Burai x MISSH x Opitz Barbi dal)                  | -                    | -                    | -                    | -                    | 9                     | -                    | Nem jelent meg albumon |
| 2021 | Tévedsz (G.w.M x Opitz Barbi x T.Danny x Rico dal)                 | -                    | -                    | -                    | -                    | -                     | -                    | Nem jelent meg albumon |
| 2021 | Hasta La Vista (Giovanni x Opitz Barbi x DR BRS dal)               | -                    | -                    | -                    | -                    | -                     | -                    | Nem jelent meg albumon |
| 2022 | Amerika (Burai x Opitz Barbi x Ginoka feat G.W.M dal)              | -                    | -                    | -                    | -                    | -                     | -                    | Nem jelent meg albumon |